# 诺耶玛
诺耶玛（英語：Noema，复数：Noemata，也译为意向相关项、意向对象），来自希腊语νόημα，意为“思想”、“被思之物”。 埃德蒙德·胡塞尔在现象学意义上使用这个词，指思想、判断、知觉的对象或内容，但在其著作中的准确含义仍有争论。

## 胡塞尔的用法
在《观念I》（《纯粹现象学通论》，1913）中，胡塞尔引入了“诺耶思”（noesis）和“诺耶玛”来代指所有意向行为（如察觉、判断、回忆等行为）结构中的相关要素（参见意向性）：

“对应于实项（reelle）思想内容（noetic content）的各种材料，是一系列可以显现在实在纯粹（wirklicher reiner）直观中、相应的‘所思内容’（noematic content）或简称为‘诺耶玛’中的材料，我们之后将一直使用‘诺耶玛’一词。”

每一意向活动都有思想内容（或称诺耶思——源于希腊语nous，意为心智）。这一思想内容（它相对应的是诺耶玛）是心灵活动过程，如喜爱、判断、意志等行为，它们直接指向意向上被把握的对象，如作为被喜爱的被喜爱之物、作为被判断的被判断之物，等等。 亦即，每一行为作为其构造的一部分，都有一个诺耶玛相关项，它是行为的对象，并被前者意指着。 也可以说每一意向行为都有一个“自我极”（诺耶思的原点）和“对象极”（诺耶玛）。 胡塞尔也把诺耶玛看成是行为的意义（Sinn），有时这两个词是可以互换的。然而意义却不等同于他说的“完整诺耶玛”（full noema）：意义属于诺耶玛，但完整诺耶玛是作为行为中被意指的行为对象、被察觉的被察觉对象、被判断的被判断对象，等等。
也可以说，诺耶玛指的是在任何一般知觉、判断行为中被意指的东西，无论它是作为被察觉、判断或其他思想相关的“一个物质对象、图像、文字、数学实体或另一个人”。

## 解讀胡塞尔
实际上，评论者们关于诺耶玛的确切含义尚未达成共识。在最近的研究中，David Woodruff Smith把各种不同观点区分为四组。第一种认为，说诺耶玛是意识行为的意向对象，这完全就是按字面意思理解的：诺耶玛是一个对象。如胡塞尔的学生罗曼·英伽登就主张，日常对象（椅子、树等等）、意向对象（椅子完全向我们所显现的样子，甚或是一个虚构的树）都是实存的，只不过有不同的存在“样式”。
另一种由Aron Gurwitsch最先提出的观点重点强调了知觉经验的诺耶玛。绝大多数日常对象都能从不同方式、不同视角上察觉到（设想从不同位置观察一棵树）。对Gurwitsch来说，在每一行为中被察觉到的就是诺耶玛，而对象本身——也就是这棵树——就被理解为与其相关的诺耶玛构成的集合或系统。这一观点与现象主义有相似之处。
索克洛夫斯基持第三种观点，认为诺耶玛只是从现象学上考虑的知觉或判断本身的实际对象。换句话说，“这个椅子不舒服”这一判断的诺耶玛既不是是一个实体（被看作是不舒服的椅子），它在不考虑椅子本身的情况下存在着——这是英伽登的观点；也不等同于对椅子的具体知觉，它伴随着椅子本身的其他知觉构成——这是Gurwitsch的观点。对索克洛夫斯基来说，根本不是一个可分离的实体，而是作为在当下被觉察或被判断的椅子本身。这一观点似乎与胡塞尔把诺耶玛强调为“如此被觉察……如此被回忆……如此被判断”前后连贯。
分析哲学家Dagfinn Føllesdal在1969年的一篇重要文章中对诺耶玛给出了一种弗雷格式的解读，该观点后来由Ronald McIntyre和David Woodruff Smith加以扩展。这种观点认同诺耶玛不是可分离的实体，而是从现象学的理解上来说是与行为的实际对象等同的，这一观点意味着，诺耶玛是行为（如察觉、判断）本身的中介构成部分。这就是赋予行为意义的所具有的。Føllesdal及其追随者的确认为，诺耶玛就是弗雷格对语言意义，尤其是对意义（Sinn）概念的解释的一种普遍化形式。正如弗雷格主张的，语言表达通过其意义来选择它的指涉，胡塞尔也认为，一般意识行为——除了意义行为还包括知觉、判断等行为——是通过其诸多诺耶玛而意向性地直接指向对象的。从这个角度看，诺耶玛不是一个对象，而是特定类型行为的抽象成分。
索科洛夫斯基继续反对这种方法，认为“把意义和诺耶玛等同起来，就是把命题反思和现象学反思等同起来。它把哲学简单地看作是对我们的含义（meanings）和意义（Sinn）的批判性反思；它将哲学等同于语言分析。”罗伯特·C·所罗门尝试调和Gurwitsch 一派基于知觉的解释与弗雷格把诺耶玛理解为意义的解释，认为“现象学家们已经开始达成了明显的共识，即经验的意义（Sinn）不依赖于语言学上的含义（Bedeutungen）。而分析哲学家之间的共识是，离开语言就无所谓含义。正是诺耶玛将两者关联起来。诺耶玛既包含了变化的经验阶段，也包含了我们经验的意义组织。但这两个“组成部分”是不可分的，因为每一经验都需要意义，不是作为反思性判断中的后事实追加物，而是为了使其成为任何事情的经验。

## 其他用法
根据《牛津英语词典》，Noema一词已经使用了超过三个世纪。它首先在修辞学领被用于英语中，用来表示“一个所言谈的东西，借此某个不明确地陈述的事情意在被理解或推定出来”。换句话说，修辞学中的诺耶玛是模糊的言谈，或者是只通过仔细思考思索才得出含义的言谈。
Peacham的《口才的花园》（1577）就在这种方式上使用的：
“诺耶玛，当我们以如此私密的方式表示一些事情时，听众必须通过长时间的考虑才能领会它的意思。”